# Villa Hidalgo (Zacatecas)
Villa Hidalgo è una municipalità dello stato di Zacatecas, nel Messico centrale, il cui capoluogo è la località omonima.
Conta 18.490 abitanti (2010) e ha una estensione di 365,76 km².
È dedicata a Miguel Hidalgo y Costilla, eroe della guerra d'indipendenza del Messico.